# Shirley Cruz Traña
Shirley Cruz Traña, née le 28 août 1985 à San José, est une joueuse de football costaricienne évoluant au poste de milieu de terrain offensif.

## Carrière
La Costaricienne arrive à Lyon en janvier 2006 en provenance du club d'Alajuela. Elle fait ses débuts en Ligue des champions le 9 août 2007 contre l'équipe slovaque du FK Slovan Duslo Šala (victoire lyonnaise 12-0). Elle remporte cette compétition en 2010-2011. Le 17 mai 2012, elle provoque le penalty permettant à son équipe d'ouvrir le score en finale de la Ligue des champions. Elle remporte ainsi le trophée pour la seconde fois.
Le 12 juillet 2012, elle signe au Paris Saint-Germain. C'est la première fois dans le football féminin français qu'un transfert dépasse le million d'euros.
Le 17 mars 2020, elle rejoint l'OL Reign.

## Palmarès
- Olympique lyonnais
  - Championnat de France (6) :
    - Championne : 2007, 2008, 2009, 2010, 2011 et 2012

  - Challenge de France/Coupe de France (2) :
    - Vainqueur : 2008 et 2012
    - Finaliste : 2007

  - Ligue des champions (2) : 
    - Vainqueur : 2011 et 2012
    - Finaliste : 2010

- Paris Saint-Germain
  - Challenge de France/Coupe de France :
    - Finaliste : 2014 et 2017

  - Ligue des champions :
    - Finaliste : 2015 et 2017

- Costa Rica
  - Championnat féminin de la CONCACAF
    - Finaliste : 2014

## Statistiques
| Saison                | Club                  | Championnat           | Championnat | Championnat | Coupe(s) nationale(s) | Coupe(s) nationale(s) | Compétition(s) continentale(s) | Compétition(s) continentale(s) | Compétition(s) continentale(s) | Total | Total |
| Saison                | Club                  | Division              | M.          | B.          | M.                    | B.                    | Comp.                          | M.                             | B.                             | M.    | B.    |
| 2005-2006             | Olympique lyonnais    | Division 1            | 7           | 3           | 1                     | 0                     | -                              | -                              | -                              | 8     | 3     |
| 2006-2007             | Olympique lyonnais    | Division 1            | 12          | 3           | 1                     | 0                     | -                              | -                              | -                              | 13    | 3     |
| 2007-2008             | Olympique lyonnais    | Division 1            | 18          | 5           | 5                     | 4                     | WCL                            | 9                              | 2                              | 32    | 11    |
| 2008-2009             | Olympique lyonnais    | Division 1            | 22          | 4           | 4                     | 4                     | WCL                            | 5                              | 0                              | 31    | 8     |
| 2009-2010             | Olympique lyonnais    | Division 1            | 19          | 6           | 2                     | 0                     | WCL                            | 9                              | 1                              | 30    | 7     |
| 2010-2011             | Olympique lyonnais    | Division 1            | 19          | 2           | 3                     | 0                     | WCL                            | 7                              | 1                              | 29    | 3     |
| 2011-2012             | Olympique lyonnais    | Division 1            | 18          | 1           | 4                     | 0                     | WCL                            | 7                              | 1                              | 29    | 2     |
| Sous-total            | Sous-total            | Sous-total            | 115         | 24          | 20                    | 8                     | -                              | 37                             | 5                              | 172   | 37    |
| 2012-2013             | Paris Saint-Germain   | Division 1            | 21          | 3           | 5                     | 5                     | -                              | -                              | -                              | 26    | 8     |
| 2013-2014             | Paris Saint-Germain   | Division 1            | 13          | 1           | 6                     | 1                     | WCL                            | 2                              | 0                              | 21    | 2     |
| 2014-2015             | Paris Saint-Germain   | Division 1            | 16          | 7           | 1                     | 0                     | WCL                            | 7                              | 2                              | 24    | 9     |
| 2015-2016             | Paris Saint-Germain   | Division 1            | 18          | 3           | 2                     | 1                     | WCL                            | 7                              | 1                              | 27    | 5     |
| 2016-2017             | Paris Saint-Germain   | Division 1            | 19          | 2           | 4                     | 1                     | WCL                            | 9                              | 3                              | 32    | 6     |
| 2017-2018             | Paris Saint-Germain   | Division 1            | 4           | 1           | -                     | -                     | -                              | -                              | -                              | 4     | 1     |
| Sous-total            | Sous-total            | Sous-total            | 91          | 17          | 18                    | 8                     | -                              | 25                             | 6                              | 134   | 31    |
| Total sur la carrière | Total sur la carrière | Total sur la carrière | 206         | 41          | 38                    | 16                    | -                              | 62                             | 11                             | 306   | 68    |

## Récompense individuelle
- Élue meilleure joueuse de Division 1 en 2012-2013 par la FFF